# Leyviller
Leyviller – miejscowość i gmina we Francji, w regionie Grand Est, w departamencie Mozela.
Według danych na rok 1990 gminę zamieszkiwało 436 osób, a gęstość zaludnienia wynosiła 60 osób/km² (wśród 2335 gmin Lotaryngii Leyviller plasuje się na 636. miejscu pod względem liczby ludności, natomiast pod względem powierzchni na miejscu 810.).